# Muzeum Polskiej Wódki

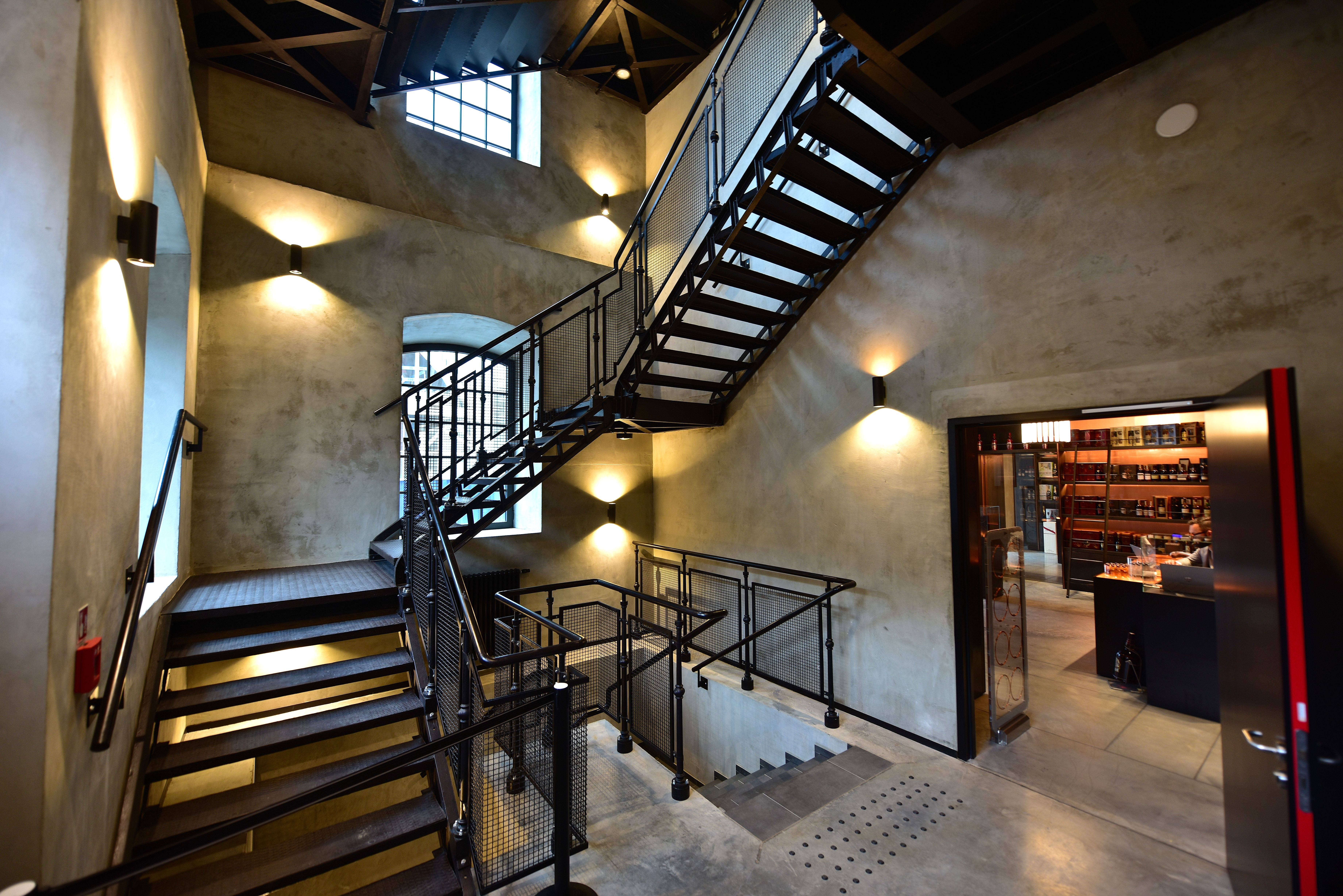
Klatka schodowa z zachowanymi stalowymi schodami

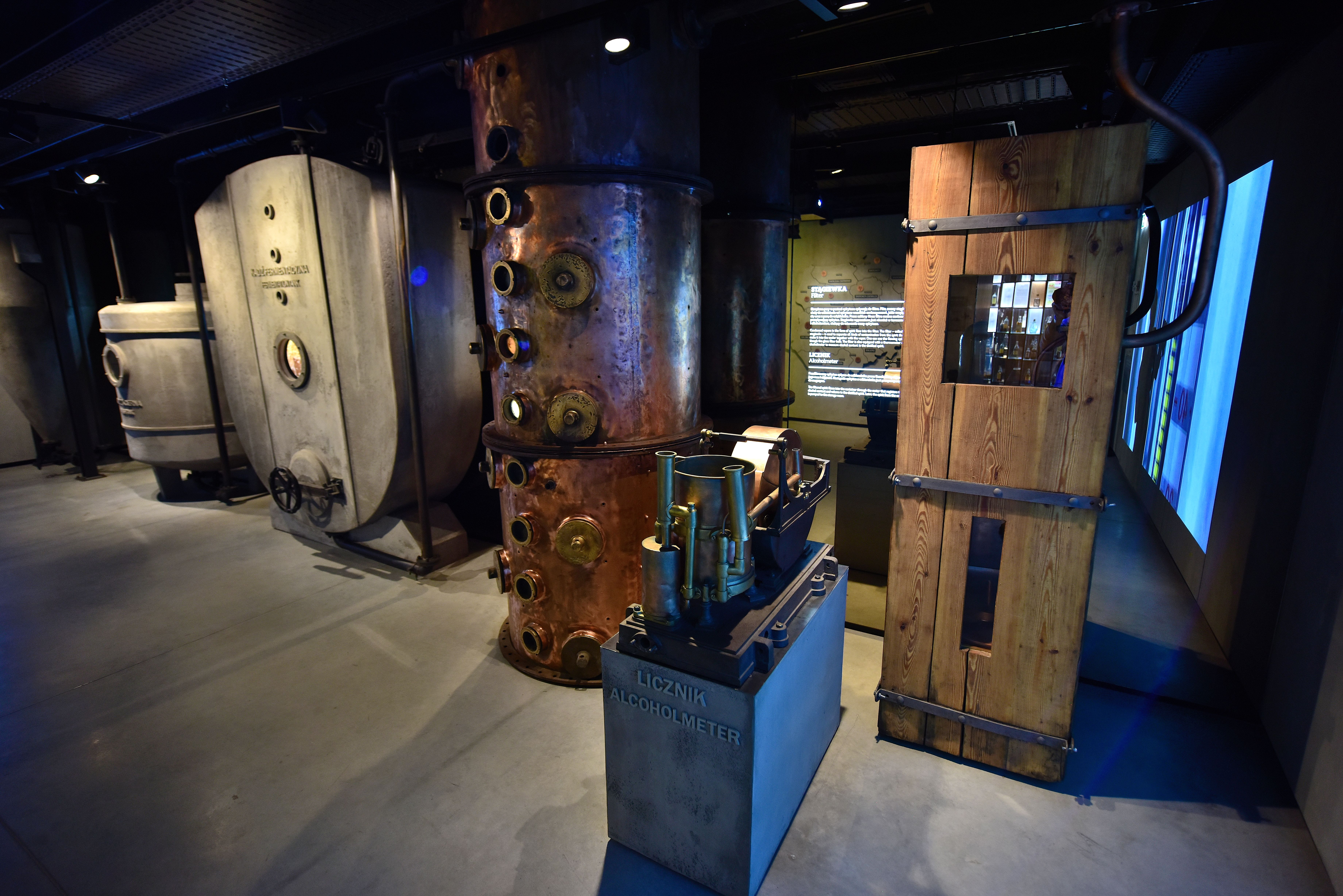
Galeria 3

Muzeum Polskiej Wódki (MPW) – muzeum w dzielnicy Praga-Północ w Warszawie dokumentujące ponad 600-letnią historię i tradycję wytwarzania wódki na ziemiach polskich. 
Muzeum mieści się w budynku rektyfikacji przy placu Konesera 1, na terenie kompleksu dawnej Warszawskiej Wytwórni Wódek „Koneser” znajdującego się między ulicami: Ząbkowską, Nieporęcką, Białostocką i Markowską.

## Opis
Placówka mieści się w odrestaurowanym zabytkowym budynku rektyfikacji spirytusu z 1897. Był to główny budynek produkcyjny kompleksu. Składa się z trzech części: hali rektyfikacji, korpusu głównego i parterowej hali. Na elewacji frontowej zachował się napis Rektyfikacja Spirytusu 1897–1970. Pomieszczenia zostały wydzierżawione przez właścicieli Centrum Praskiego Koneser na cele muzealne Fundacji „Polska Wódka”.
Projekt architektoniczny muzeum został wyłoniony w listopadzie 2014 roku w otwartym konkursie. Multimedialną ekspozycję zaprojektował Mirosław Nizio. Logo muzeum stworzył Andrzej Pągowski. Powstanie placówki wspierała spółka Pernod Ricard.
Placówka prezentuje m.in. rozwój sposobów wytwarzania alkoholu na przestrzeni wieków, współczesne metody produkcji oraz kolekcję butelek do przechowywania wódki.
Muzeum zostało otwarte dla zwiedzających 12 czerwca 2018. Jest jednym z dwóch muzeów w Warszawie o tej tematyce (drugim jest Muzeum Wódki).

### Wnętrze i ekspozycja
- W lobby na parterze umieszczono m.in. obracające się czarne panele z motywami kłosów i zbóż[4].
- W znajdującej się na pierwszym piętrze sali kinowej, ze ścianami i sufitem obłożonymi miedzianą siatką (ma to imitować wnętrze wielkiej kadzi), zainstalowano 50 foteli z Teatru Komedia[4]. Zwiedzający mogą tam obejrzeć film o długoletnich pracownikach przemysłu wódczanego[4]. Do sali prowadzą z lobby zachowane oryginalne stalowe schody[4].
- Wystawa główna składa się z pięciu galerii, w których przedstawiono historię i technologię wytwarzania wódki na ziemiach polskich od XV wieku do czasów współczesnych[4]. Pokazano tam m.in. laboratorium alchemika, karczmę i dwór, schemat aparatury destylacyjnej spirytusu Jana Pistoriusa z 1817, zrekonstruowaną gorzelnię rolniczą oraz opisano zwyczaje związane z piciem wódki[4].

Podłogi w niektórych pomieszczeniach zostały wykonane z beczek po trunkach. 
Cena biletu do muzeum obejmuje również voucher na degustację polskich wódek. 
W budynku rektyfikacji oprócz pomieszczeń muzealnych mieszczą się także bar, restauracja, bistro i pijalnia czekolady Wedla.